# Итериран логаритъм
Итериран логаритъм (означаван с {\displaystyle \log ^{*}}) е функция, използвана в информатиката, равна на броя итеративни прилагания на логаритъм върху аргумента, преди изчисляваният резултат да стане по-малък или равен на {\displaystyle 1}.
Итерираният логаритъм може да се дефинира като резултата на следното диференчно уравнение:
{\displaystyle \log ^{*}n:={\begin{cases}0&{\mbox{ако }}n\leq 1;\\1+\log ^{*}(\log n)&{\mbox{ако }}n>1\end{cases}}}
За положителните реални числа итерираният логаритъм е практически еквивалентен на суперлогаритъма:
{\displaystyle \log ^{*}n=\lceil \mathrm {slog} _{e}(n)\rceil }